# Scotospilus nelsonensis
Scotospilus nelsonensis is een spinnensoort in de taxonomische indeling van de kamstaartjes (Hahniidae).
Het dier behoort tot het geslacht Scotospilus. De wetenschappelijke naam van de soort werd voor het eerst geldig gepubliceerd in 1970 door Raymond Robert Forster.